# No Guns Allowed
«No Guns Allowed» (с англ. — «Не допускается никакое оружие») — песня американского исполнителя Snoop Lion при участии Cori B и Drake. Эта песня была выпущена 2 апреля 2013 года в качестве третьего сингла с его двенадцатого студийного альбома Reincarnated, через лейблы Berhane Sound System, Vice Records, Mad Decent и RCA. Официальное видео было выпущено 5 апреля 2013 года через VEVO.

## Список композиций
- Цифровая дистрибуция[4]

1. No Guns Allowed (при участии Cori B и Drake) — 3:46

## Чарты

### Еженедельные чарты
| Чарты (2013)                                      | Пик позиция |
| ------------------------------------------------- | ----------- |
| Бельгия/Фландрия (Ultratop 50)                    | 61          |
| Бельгия/Фландрия (Ultratop Urban)                 | 38          |
| US Bubbling Under R&B/Hip-Hop Singles (Billboard) | 8           |
| US R&B Streaming Songs (Billboard)                | 22          |
| US Reggae Digital Songs (Billboard)               | 2           |